# Стефаненко, Татьяна Гавриловна
Татья́на Гаври́ловна Стефане́нко (24 ноября 1949, Москва — 28 января 2018, там же) — советский и российский учёный-психолог, ведущий в России специалист по этнопсихологии. Доктор психологических наук, профессор и заведующая кафедрой социальной психологии факультета психологии МГУ имени М. В. Ломоносова. Заслуженный профессор МГУ (2009). Одна из авторов Большой Российской энциклопедии.

## Биография
Родилась 24 ноября 1949 года в Москве. В 1972 году окончила исторический факультет МГУ имени М. В. Ломоносова. Во время обучения специализировалась по кафедре этнографии, где под влиянием профессора С. А. Токарева заинтересовалась возрождавшейся в тот период в СССР областью знаний — этнопсихологией. Это определило её дальнейший жизненный путь.
После окончания исторического факультета стала работать на факультете психологии МГУ, где прошла путь от переводчика по хоздоговору до заведующей кафедрой социальной психологии, профессора. В 1989 году защитила кандидатскую диссертацию «Атрибутивные процессы в межгрупповых отношениях» (научный руководитель — Г. М. Андреева), а в 1999 году — докторскую диссертацию (тема — «Социальная психология этнической идентичности»). Учёная степень доктора психологических наук присуждена Т. Г. Стефаненко в 2000 году, учёное звание профессора присвоено в 2002 году.
Следуя теории социального конструкционизма, Т. Г. Стефаненко разработала концепцию этнической идентичности, которую рассматривала в качестве одного из ключевых социальных конструктов, возникающих в процессе субъективного отражения и активного построения индивидом социальной реальности и являющихся результатом переживания отношений Я и этнической среды. Результаты, полученные Т. Г. Стефаненко, представляют интерес для оптимизации отношений между представителями разных культур, этнических общностей, государств и создают предпосылки для построения системы мультикультурного образования. Она является также одним из авторов программ тренинга развития этнокультурной компетентности и формирования практических навыков межкультурного взаимодействия в российском полиэтническом обществе.
На психологическом факультете МГУ читала курсы «Этнопсихология», «Методология и практика социальной психологии XXI в.», «Современные концепции социальной психологии», «Социальная психология межэтнических и межконфессиональных отношений», «Психология социальных эмоций и переживаний», «Психология межгрупповых отношений».
Член учёного совета факультета психологии и трёх докторских диссертационных советов (в МГУ, СПбГУ, ЮФУ). В 2009 года удостоена звания «Заслуженный профессор Московского университета».

## Научные труды

### Монографии
- Стефаненко Т. Г., Шлягина Е. И., Ениколопов С. Н. Методы этнопсихологического исследования. М.: Изд-во МГУ, 1993.
- Трансформация идентификационных структур в современной России. М.: МОНФ, 2001 (автор и научный редактор).

### Учебники и учебные пособия
- Введение в практическую социальную психологию: Учебное пособие. М.: Смысл, 1996 (в соавторстве).
- Белинская Е. П., Стефаненко Т. Г. Этническая социализация подростка. М.: Московский психолого-социальный институт, Воронеж: МОДЭК, 2000.
- Социальная психология в современном мире: Учебное пособие. М.: Аспект Пресс, 2002 (в соавторстве).
- Лебедева Н. М., Лунева О. В., Мартынова М. Ю., Стефаненко Т. Г. Межкультурный диалог: Тренинг этнокультурной компетентности: Учебно-методическое пособие. М: Издательство РУДН, 2003.
- Лебедева Н. М., Лунева О. В., Стефаненко Т. Г. Тренинг этнической толерантности для школьников: Учебное пособие. М.: Привет, 2004.
- Лебедева Н. М., Стефаненко Т. Г., Лунева О. В. Межкультурный диалог в школе. Книга 1: теория и методология. Книга 2: программа тренинга. М: Издательство РУДН, 2004.
- Психология развития: Учебник. Издание 2-е, перераб. и доп. М.: Академия, 2005 (в соавторстве).
- Социальные трансформации в России: теории, практики, сравнительный анализ. М.: Флинта, МПСИ, 2005 (в соавторстве).
- Стефаненко Т. Г. Этнопсихология: Практикум. Издание 2-е, перераб. и доп. М.: Аспект Пресс, 2013.
- Стефаненко Т. Г. Этнопсихология: Учебник. 5-е изд. — М.: Аспект Пресс, 2014. — 352 с. — ISBN 978-5-7567-0731-1.

### Статьи
на русском языке
- Стефаненко Т. Г. Этническая идентичность и некоторые проблемы её изучения // Этнос. Идентичность. Образование. Труды по социологии образования / Под ред. В. С. Собкина. М., 1998. С. 84-104.
- Белинская Е. П., Литвина С. А., Муравьёва О. И., Стефаненко Т. Г., Тихомандрицкая О. А. Политическая культура: установка на патернализм в ментальности россиян // Сибирский психологический журнал. 2004. № 20. С. 63-70.
- Стефаненко Т. Г., Леонтьев М. Г. Модели конфликта: специфика китайской и других культур // Выскочил А. А., Дятлова Е. В., Козлова М. А., Кубарский Д. В., Лебедева Н. М., Леонтьев М. Г., Лю Ц., Мельникова Н. М., Москаленко Н. П., Снежкова И. А., Стефаненко Т. Г., Татарко А. Н. Толерантность в межкультурном диалоге коллективная монография. / Институт этнологии и антропологии РАН; отв. ред.: Н. М. Лебедева, А. Н. Татарко. М.: ИЭА РАН, 2005. С. 321—341.
- Стефаненко Т. Г., Тихомандрицкая О. А., Бовина И. Б., Малышева Н. Г., Голынчик Е. О. Представления российских студентов о своей стране // Высшее образование для XXI века VI международная научная конференция: Доклады и материалы. 2009. С. 13-18.
- Бовина И. Б., Стефаненко Т. Г., Тихомандрицкая О. А., Малышева Н. Г., Голынчик Е. О. Россия в современном мире: подход теории социальных представлений // Горизонты гуманитарного знания. 2009. № 2. С. 13.
- Стефаненко Т. Г. Этнопсихология Г. Г. Шпета в XXI в. // Вопросы психологии. 2009. № 3. С. 103—107.
- Стефаненко Т. Г. Этническая идентичность: от этнологии к социальной психологии // Вестник Московского университета. Серия 14: Психология. 2009. № 2. С. 3-17.
- Бовина И. Б., Стефаненко Т. Г., Тихомандрицкая О. А., Малышева Н. Г., Голынчик Е. О. Обыденные представления молодёжи о России в современном мире // Горизонты гуманитарного знания. 2010. № 2. С. 10.
- Соловьёва О. В., Стефаненко Т. Г. Введение // Вестник Московского университета. Серия 14: Психология. 2012. № 1. С. 4-8.
- Кутковой Н. А., Стефаненко Т. Г. Понятие эмоций в социальной психологии XXI века: основные подходы // Психологические исследования: электронный научный журнал. 2014. Т. 7. № 33. С. 7.
- Стефаненко Т. Г. Улыбка и высококонтекстность традиционной русской культуры // Национальный психологический журнал. 2014. № 2 (14). С. 11-16.
- Предрассудок : [арх. 1 декабря 2022] / Стефаненко Т. Г. // Полупроводники — Пустыня. — М. : Большая российская энциклопедия, 2015. — С. 416. — (Большая российская энциклопедия : [в 35 т.] / гл. ред. Ю. С. Осипов ; 2004—2017, т. 27). — ISBN 978-5-85270-364-4.
- Стефаненко Т. Г., Липатов С. А. О коллективных переживаниях и социальных эмоциях // Теоретические проблемы этнической и кросскультурной психологии материалы пятой международной научной конференции: в 2 томах. 2016. С. 46-51.
- Тащёва А. И., Гриднева С. В., Стефаненко Т. Г., Тихомандрицкая О. А. Этнически смешанные браки сквозь призму феномена удовлетворённости супружеством // Российский психологический журнал. — 2016. — Т. 13, № 3. — С. 39—52.

на других языках
- Stefanenko T. G., Kupavskaya A. S. Ethno-Cultural Competence as a Component of Competence in Communication // Psychology in Russia: State of the Art. 2010. Т. 3. С. 550—564.